# Гуля (село)
Гуля́ — село в юго-восточной части Тунгиро-Олёкминского района Забайкальского края России. Находится на межселенной территории района.

## География
Расположено в месте впадении реки Гуля в Тунгир, на правом его берегу. До районного центра, села Тупик, по автозимнику 158 километров на юго-запад.

## История
Ранее село называлось Киндырга. 16 июля 1932 года образован Гулинский сельсовет, пушная фактория, а позже коллективное хозяйство «Северный охотник», затем ставшее гулинским отделением совхоза «Тунгирский». В настоящее время[когда?]

 население добывает пушнину, и занимается прочим охотничьим промыслом. С 28 февраля 2020 г. действует Община коренных малочисленных народов Севера — эвенков «Гуля» (сокращённо ОКМНС «Гуля»), которая занимается традиционной хозяйственной деятельностью и традиционными промыслами.
В селе есть спутниковый таксофон, интернет.
В 1950 году в селе открыта метеостанция.

## Население
| 2000 | 2002 | 2010 | 2021 |
| ---- | ---- | ---- | ---- |
| 65   | ↘41  | ↘35  | ↘26  |

Национальный состав
В 2000 году в селе проживало 65 человек, из них 27 эвенков.

## Разное
Входит в Перечень населенных пунктов Забайкальского края, подверженных угрозе лесных пожаров